# منافع تورم
برخی از اقتصاددانان اعتقاد دارند تورم کم، مثلاً دو یا سه درصد در سال، می‌تواند برای اقتصاد مفید باشد.
اعتقاد مثبت به تورم ملایم با این واقعیت آغاز شد که کاهش دستمزدهای اسمی به ندرت مشاهده می‌شود :بنگاه‌ها تمایلی به کاهش دستمزدهای اسمی کارگران خود ندارند کارگران نیز کاهش دستمزد را نمی‌پذیرند. یک کاهش دو درصدی دستمزدها در تورم جهانی صفر (بر حسب مقادیر حقیقی)، معادل سه درصد افزایش دستمزد با وجود پنج درصد تورم است، ولی کارگران همیشه کاهش دستمزد را به این روش تحلیل نمی‌کنند.
۲درصد افزایش دستمزد (با وجود ۵ درصد تورم) همان تأثیر را دارد. مطالعات تجربی تأیید می‌کنند که دستمزدهای اسمی به ندرت کاهش میابد.
این یافته‌ها تأکید می‌کنند که با وجود تورم اندک احتمالاً بازار نیروی کار کارآمد تر خواهد بود. عرضه و تقاضای نیروی کار همیشه در حال تغییر است. برخی مواقع یک افزایش در عرضه یا کاهش در تقاضا باعث کاهش در سطح تعادل دستمزد حقیقی یک گروه از کارگران می‌شود. اگر امکان کاهش دستمزدهای اسمی وجود ندارد، کاهش دستمزدهای حقیقی تنها راه ممکن برای ایفای نقش و وظیفه ای است که تورم بر عهده دارد. بدون تورم دستمزدهای حقیقی بالاتر از سطح تعادل قرار می‌گیرد که نتیجهٔ آن بیکاری بیشتر است.
به همین دلیل برخی از اقتصاد دانان عقیده دارند تورم چرخ بازار را روغنکاری می‌کند. فقط به یک تورم کم و ملایم نیاز داریم؛ یک نرخ تورم ۲ درصد باعث می‌شود دستمزدهای حقیقی ۲ درصد در سال و طی یک دهه ۲۰ درصد کاهش میابد، بدون آنکه دستمزدهای اسمی کاهش میابد. با وجود تورم صفر کاهش خودکار دستمزد حقیقی امکان‌ناپذیر است.
فدرال رزرو به‌طور معمول نرخ سالانه تورم را برای ایالات متحده هدف قرار می‌دهد و معتقد است که افزایش سریع قیمت باعث می‌شود تا کسب و کار سودآوری داشته باشد و مانع از این شود که مصرف‌کنندگان قبل از خرید ، انتظار قیمت‌های پایین‌تری داشته باشند. در حقیقت عده ای معتقدند که کارکرد اصلی تورم جلوگیری از کاهش نرخ تورم است.
اما برخی دیگر معتقدند که تورم از اهمیت کمتری برخوردار است و حتی یک درصد تورم برای اقتصاد مضر است. افزایش قیمت، پس‌انداز را سخت‌تر می‌کند و افراد را به سمت افزایش استراتژی‌های سرمایه‌گذاری در جهت افزایش یا حتی حفظ ثروت خود درگیر می‌کند.

## درک تورم
تورم اغلب برای توصیف تأثیر افزایش قیمت نفت یا مواد غذایی بر اقتصاد استفاده می‌شود. به عنوان مثال، اگر قیمت نفت از ۷۵ دلار در هر بشکه به ۱۰۰ دلار در هر بشکه برسد، قیمت ورودی برای مشاغل افزایش می‌یابد و هزینه حمل و نقل برای همه نیز افزایش می‌یابد. این ممکن است باعث شود بسیاری از قیمت‌های دیگر در واکنش افزایش پیدا کنند.
اما اکثر اقتصاددانان تعریف واقعی تورم را کمی متفاوت می‌دانند. تورم تابعی از عرضه و تقاضا برای پول است، به این معنی که تولید نسبتاً بیشتر دلار باعث می‌شود ارزش هر دلار کمتر شود و سطح قیمت کلی را مجبور به افزایش کند.

## فواید تورم برای اقتصاد
۱. کاهش قیمت (افت قیمت - تورم منفی) بسیار مضر است. وقتی قیمت‌ها کاهش می‌یابد، مردم تمایلی به خرج کردن پول ندارند زیرا احساس می‌کنند در آینده ارزان‌تر کالاها خواهد بود؛ بنابراین آنها تأخیر خرید را ادامه می‌دهند. همچنین، نرخ تورم ارزش واقعی بدهی را افزایش داده و درآمد یکبار مصرف اشخاصی را که برای پرداخت بدهی خود تلاش می‌کنند کاهش می‌دهد. هنگامی که مردم مانند وام مسکن بدهی می‌گیرند، معمولاً انتظار دارند نرخ تورم ۲٪ باشد که به فرسایش ارزش بدهی با گذشت زمان کمک می‌کند. اگر این نرخ تورم ۲٪ نتواند تحقق یابد، بار بدهی آنها بیشتر از حد انتظار است. دوره‌های تورم در دهه ۱۹۲۰ برای انگلیس، ژاپن در دهه ۱۹۹۰ و ۲۰۰۰ و یورو در سالهای ۲۰۱۰ مشکلات جدی ایجاد کردند.
1. تورم متوسط تعدیل دستمزدها را امکان‌پذیر می‌کند. استدلال می‌شود که نرخ تورم متوسط تعدیل دستمزدهای نسبی را آسان‌تر می‌کند. به عنوان مثال، ممکن است کاهش دستمزدهای اسمی دشوار باشد (کارگران نسبت به کاهش دستمزد اسمی مقاومت می‌کنند). اما اگر متوسط دستمزدها به دلیل تورم متوسط افزایش یابد، افزایش دستمزد کارگران تولیدی آسان‌تر است. کارگران غیرمولد می‌توانند دستمزد خود را منجمد کنند - که در واقع کاهش دستمزد واقعی است.
2. تورم امکان تنظیم قیمتهای نسبی را فراهم می‌آورد. مشابه آخرین نکته، تورم متوسط تعدیل قیمت‌های نسبی را آسان‌تر می‌کند. این موضوع به ویژه برای یک واحد پول مانند یورو اهمیت دارد. کشورهای اروپای جنوبی مانند ایتالیا، اسپانیا و یونان غیرقابل رقابت شدند و به کسری حساب جاری منجر شد. از آنجا که اسپانیا و یونان نمی‌توانند در ارز واحد کاهش ارزش پیدا کنند، برای بازیابی مجدد رقابت باید مجبور شوند قیمت‌های نسبی را کاهش دهند. با تورم بسیار پایین در اروپا، این بدان معنی است که آنها باید قیمت‌ها را کاهش داده و دستمزدهایی را کاهش دهند که باعث رشد کمتری می‌شود (به دلیل اثرات کاهش قیمت تورم). اگر منطقه یورو تورم متوسط داشته باشد، تنظیم تر و بازیابی مجدد رقابتی بدون استفاده از کاهش قیمت، برای جنوب اروپا آسان‌تر خواهد بود.
3. تورم می‌تواند رشد را تقویت کند. در مواقع تورم بسیار پایین، ممکن است اقتصاد در رکود گیر افتاده باشد. با هدف قرار دادن نرخ تورم بالاتر، رشد اقتصادی ممکن می‌شود. این دیدگاه بحث‌برانگیز است. همه اقتصاددانان از هدف قرار دادن نرخ تورم بالاتر حمایت نمی‌کنند. با این حال، اگر اقتصاد در رکود طولانی مدت گیر کند، برخی از آنها تورم بالاتر را هدف قرار می‌دهند.

منحنی فیلیپس نشان می‌دهد که بین تورم و بیکاری رابطه معامله وجود دارد. تورم بالاتر منجر به کاهش بیکاری می‌شود (حداقل در کوتاه مدت) بحثی در مورد چگونگی تأثیر این تجارت وجود دارد.
۵- تورم بهتر از تورم است. اقتصاددانان معتقدند تنها چیزی که بدتر از تورم است، کاهش نرخ تورم است. کاهش قیمت می‌تواند باعث افزایش بار واقعی بدهی و از هزینه‌ها و سرمایه‌گذاری‌ها شود. تورم عاملی برای رکود بزرگ دهه ۱۹۳۰ بود ….
وقتی اقتصاد با ظرفیت کار نمی‌کند، یعنی کار یا منابع استفاده نشده‌ای وجود دارد، تورم از نظر تئوری به افزایش تولید کمک می‌کند. دلارهای بیشتر به هزینه‌های بیشتر ترجمه می‌شود، که برابر با تقاضای کل بیشتر است. تقاضای بیشتر، به نوبه خود، تولید بیشتری را برای برآوردن آن تقاضا تحریک می‌کند.
اقتصاددان بریتانیایی جان مینارد کینز معتقد بود که برای جلوگیری از پارادوکس پرش، مقداری تورم لازم است؛ که می‌گوید، اگر قیمت کالای مصرفی مجاز به سقوط مداوم باشند کشور در حال تولید بیش از حد است، مصرف‌کنندگان یادمی‌گیرند که خریدهای خود را متوقف کنند تا منتظر یک معامله بهتر باشند. تأثیر خالص این پارادوکس کاهش تقاضای کل، منجر به تولید کمتر، اخراج کارگزان و اقتصاد متزلزل است.
اقتصاددانان زمانی معتقد بودند که بین تورم و بیکاری رابطه معکوس وجود دارد و با افزایش تورم می‌توان با افزایش بیکاری مقابله کرد. این رابطه در منحنی معروف فیلیپس تعریف شده‌است. منحنی فیلیپس تا دهه ۱۹۷۰ هنگامی که ایالات متحده آمریکا رکود را تجربه کرد، تا حد زیادی بی‌اعتبار بود. اما اکنون رابطه معکوس بین بیکاری و تورم مشهود است. یعنی تورم بیشتر موجب بیکاری کمتر است.